# Chaetodon plebeius
Chaetodon plebeius là một loài cá biển thuộc chi Cá bướm trong họ Cá bướm. Loài này được mô tả lần đầu tiên vào năm 1831.

## Từ nguyên
Tính từ định danh plebeius trong tiếng Latinh có nghĩa là "phổ biến, thông thường", vì Gmelin (1789), người mô tả nhưng không đặt tên cho loài cá này, nói rằng chúng có rất nhiều.

## Phạm vi phân bố và môi trường sống
Từ biển Andaman, C. plebeius được phân bố trải dài đến vùng biển một số nước Đông Nam Á, Palau, các đảo quốc thuộc Melanesia và Tonga, ngược lên phía bắc đến vùng biển phía nam Nhật Bản, xa về phía nam đến hai bờ đông-tây Úc (gồm cả đảo Lord Howe và đảo Norfolk).
Ở Việt Nam, C. plebeius được ghi nhận tại quần đảo Hoàng Sa; vịnh Nha Trang (Khánh Hòa); cù lao Câu (Bình Thuận) và Côn Đảo.
C. plebeius sống tập trung ở những khu vực mà san hô phát triển phong phú trên các rạn viền bờ hay trong đầm phá, độ sâu đến ít nhất là 14 m.

## Mô tả
C. plebeius có chiều dài cơ thể lớn nhất được ghi nhận là 15 cm. Loài này có màu vàng toàn thân với các sọc ngang ở hai bên thân, nổi bật với một vệt dài màu xanh da trời ở thân trên. Đầu có một dải màu đen viền xanh nhạt băng dọc qua mắt, sau mắt có nhiều đốm xanh. Một đốm tròn đen cũng viền xanh trên cuống đuôi. Nửa ngoài của vây đuôi trong suốt.
Số gai ở vây lưng: 13–14; Số tia vây ở vây lưng: 16–18; Số gai ở vây hậu môn: 4; Số tia vây ở vây hậu môn: 14–16; Số tia vây ở vây ngực: 15; Số gai ở vây bụng: 1; Số tia vây ở vây bụng: 5; Số vảy đường bên: 36–41.

## Sinh thái học

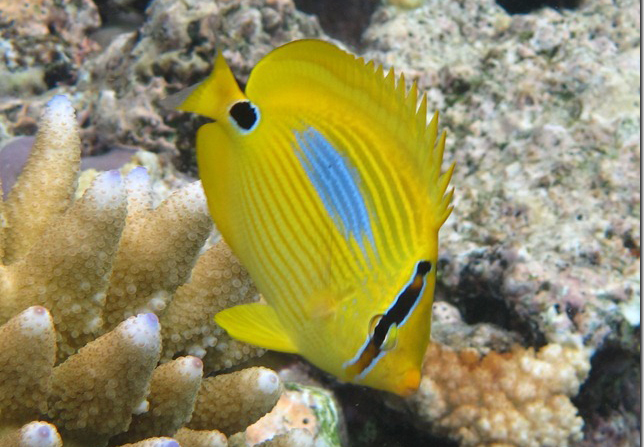
C. plebeius

Là loài ăn san hô bắt buộc, nguồn thức ăn mà C. plebeius đặc biệt ưa thích là san hô cành thuộc các chi Acropora và Pocillopora. Do phụ thuộc khá nhiều vào san hô nên số lượng C. plebeius sẽ bị sụt giảm đáng kể sau sự kiện san hô bị tẩy trắng, và sự suy giảm quần thể ở loài này đã được báo cáo tại rạn san hô Great Barrier.
C. plebeius có xu hướng sống đơn độc, thường kết đôi khi vào thời điểm sinh sản. Cá con được quan sát là có hành vi dọn sạch những loài ký sinh bám trên các loài cá khác.

## Phân loại học
Chaetodon andamanensis, một loài được phân bố giới hạn ở Đông Ấn Độ Dương, từng được cho là một biến dị kiểu hình của C. plebeius do vệt xanh trên thân rất mờ (gần như không có). Cả hai hợp thành nhóm chị em với Chaetodon bennetti, Chaetodon speculum và Chaetodon zanzibarensis, đều được xếp vào phân chi Tetrachaetodon.
Các loài Tetrachaetodon đặc trưng bởi cơ thể màu vàng, dải đen băng dọc qua mắt và một đốm đen lớn nằm trên thân (chỉ có C. plebeius và C. andamanensis là đốm đen nằm trên cuống đuôi).

## Thương mại
C. plebeius đôi khi được xuất khẩu trong ngành thương mại cá cảnh.